# Epilepia meyi
Epilepia meyi is een vlinder uit de familie snuitmotten (Pyralidae). De wetenschappelijke naam van deze soort is voor het eerst geldig gepubliceerd in 2007 door Speidel.
De soort komt voor in tropisch Afrika.